# Regine Gerike
Regine Gerike (* 1972) ist eine deutsche Verkehrswissenschaftlerin. Seit 2015 hat sie die Professur Integrierte Verkehrsplanung und Straßenverkehrstechnik am Institut für Verkehrsplanung und Straßenverkehr der TU Dresden inne, welche im Jahr 2023 in die Professur für Mobilitätssystemplanung umgewidmet wurde.

## Leben
Gerike studierte von 1991 bis 1996 Wirtschaftsingenieurwesen an der TU Dresden mit Vertiefung im Fach Verkehrsplanung. 1993 absolvierte sie ein Auslandssemester in Wirtschaftswissenschaften an der Universität Metz. Nach Abschluss des Studiums war sie von 1996 bis 2008 als Wissenschaftliche Mitarbeiterin am Lehrstuhl für Verkehrsökologie der TU Dresden bei  Udo Becker tätig, zeitweilig arbeitete sie parallel für das Umweltamt der Stadt Dresden und das Sächsische Landesamt für Umwelt und Geologie. 2005 promovierte sie bei Becker zum Thema „Wie kann das Leitbild nachhaltiger Verkehrsentwicklung konkretisiert werden? Ableitung grundlegender Aufgabenbereiche“.
Sie wechselte 2008 als Junior-Professorin für Mobilität, Transport und Verkehr an die TU München zum Institut für Verkehrswesen. Von 2013 bis 2015 war Gerike Professorin an der Universität für Bodenkultur in Wien und leitete dort das Institut für Verkehrswesen. Zum 1. September 2015 übernahm sie in der Nachfolge von Gerd-Axel Ahrens und Reinhold Maier die Professur Integrierte Verkehrsplanung und Straßenverkehrstechnik am Institut für Verkehrsplanung und Straßenverkehr an der Fakultät für Verkehrswissenschaften der TU Dresden.
Am 12. September 2022 wurde sie zur Dekanin der Fakultät für Verkehrswissenschaften gewählt. Sie folgt in dieser Funktion Günther Prokop nach.
Gerike ist verheiratet und hat vier Kinder.

## Wissenschaftliche Themen
Gerike forscht zu den folgenden Schwerpunkten:
- Planung zukunftsfähiger Verkehrsangebote und -infrastrukturen
- Qualität und Sicherheit im Straßenverkehr
- Analyse von Verkehrsnachfrage und Mobilität mit Schwerpunkt auf der Mobilitätserhebung „Mobilität in Städten“, das 1972 als „System repräsentativer Verkehrsverhaltensbefragungen (SrV)“[5] begründet wurde.

Ziel ihrer Arbeit ist es, einen Beitrag zur Gestaltung von Verkehrssystemen zu leisten, die hohe Mobilitäten für Personen und Güter auch unter sich ändernden Rahmenbedingungen gewährleisten.

## Publikationen
- mit Udo Becker und Andreas Völlings: Gesellschaftliche Ziele von und für Verkehr. (= Schriftenreihe des Dresdner Instituts für Verkehr und Umwelt e.V. Heft 1). Dresden 1999.
- Wie kann das Leitbild nachhaltiger Verkehrsentwicklung konkretisiert werden? – Ableitung grundlegender Aufgabenbereiche. Dissertation. TU Dresden, Dresden 2005.
- How to make sustainable transportation a reality: the development of three constitutive task fields for transportation. Oekom-Verlag, München 2007, ISBN 978-3-86581-079-3.
- mit Udo Becker: Mehr Kostenwahrheit im Verkehr – Wem nützt die Internalisierung? In: Der Nahverkehr. 1–2/2007, S. 8–13, ISSN 0722-8287.
- Ecological and Economical Impacts of Low Cost Airlines. In: S. Groß, A. Schröder (Hrsg.): Handbook of Low Cost Airlines. Erich Schmidt Verlag, Berlin 2007.
- U. Becker, R. Gerike, T. Belter (Hrsg.): Perspektiven der deutschen Verkehrsplanung – Dokumentation eines Expertenworkshops am 15.11.2007. UBA-Texte 45/2008, Dessau.
- U. Becker, R. Gerike, M. Winter (Hrsg.): Základy dopravní ekologie. (Grundwissen Verkehrsökologie) Praha 2008.
- mit Udo Becker und Matthias Winter: Grundwissen Verkehrsökologie. (= Schriftenreihe des Dresdner Instituts für Verkehr und Umwelt e.V. Heft 8). Dresden 2009.
- U. Becker, J. Böhmer, R. Gerike (Hrsg.): How to Define and Measure Access and Need Satisfaction. In: Transport. 7, 247, Eigenverlag Dresdner Institut für Verkehr und Umwelt, Dresden 2008.
- R. Gerike, T. Gehlert, F. Richter, W. Schmidt: Think globally, act locally - reducing environmental impacts of transport European Transport. In: Trasporti Europei. 38, 2008, S. 60–83, ISSN 1825-3997
- Surveys for behavioural experiments: Synthesis of a workshop. In: P. Bonnel, M. Lee-Gosslin, J. Zmud, J.-L. Madre (Hrsg.): Transport Survey Methods: Keeping Up with a Changing World. Emerald Group Publishing, Bingley, UK 2009.
- Das Phänomen Stau. In: Oliver Schwedes (Hrsg.): Verkehrspolitik. Eine interdisziplinäre Einführung. Springer VS, Wiesbaden 2011, ISBN 978-3-531-92843-2.
- mit T. Gehlert und St. Haug Time Use of the Mobile and Immobile in Time-use Surveys and Transport Surveys. In: Joachim Scheiner, Hans Heinrich Blotevogel, Susanne Frank, Christian Holz-Rau, Nina Schuster (Hrsg.): Mobilitäten und Immobilitäten. Menschen - Ideen - Dinge - Kulturen - Kapital. Klartext Verlag, Essen 2013, ISBN 978-3-8375-0829-1.
- R. Gerike, F. Hülsmann, K. Roller (Hrsg.): Strategies for Sustainable Mobilities. Ashgate, Farnham 2013.
- F. Hülsmann, M. Ketzel, R. Gerike: Modelling traffic and air pollution in an integrated approach - the case of Munich. In: Urban Climate. Special Issue on Urban Air Quality. 10/4, 2014, S. 732–744.
- N. Mueller, D. Rojas-Rueda, T. Cole-Hunter, A. de Nazelle, E. Dons, R. Gerike, T. Gotschi, L. I. Panis, S. Kahlmeier, M. Nieuwenhuijsen: Health impact assessment of active transportation: A systematic review. In: PREV MED. 76, 2015, S. 103–114.
- R. Gerike, J. Parkin (Hrsg.): Cycling Futures – From Research into Practice. Ashgate, Farnham 2015.
- R. Gerike, T. Gehlert, F. Leisch: Time use in travel surveys and time use surveys - Two sides of the same coin? In: TRANSPORT RES A-POL. 76, 2015, S. 4–24.
- J. Kopp, R. Gerike, K. W. Axhausen: Do sharing people behave differently? An empirical evaluation of the distinctive mobility patterns of free-floating car-sharing members. In: Transportation. 42(3), 2015, S. 449–469.
- R. Gerike, M. Lee-Gosselin: Workshop Synthesis: Improving methods to collect data on dynamic behavior and processes. In: Transportation Research Procedia. vol. 11, 2015, S. 32–42. doi:10.1016/j.trpro.2015.12.004
- R. Gerike, A. de Nazelle, M. Nieuwenhuijsen u. a.: Physical Activity through Sustainable Transport Approaches (PASTA): a study protocol for a multicenter project. In: BMJ Open. 5, 2016, S. e009924. doi:10.1136/bmjopen-2015-009924
- R. Bühler, J. Pucher, R. Gerike, T. Götschi: Reducing car dependence in the heart of Europe: lessons from Germany, Austria, and Switzerland. In: Transport Reviews. Vol. 36, Issue 4, 2016, S. 1–25.
- S. Riegler, M. Juschten, R. Hössinger, R. Gerike, L. Rößger, B. Schlag, W. Manz, C. Rentschler, J. Kopp: CarSharing 2025 – Nische oder Mainstream? Abschlussbericht Projekt „Neue Nutzungskonzepte für individuelle Mobilität“. 2016.

## Auszeichnungen
- 2006: 3. Platz im Wettbewerb „Wissenschaft verstehen“ des Helmholtz-Zentrums für Umweltforschung UFZ[7]